# Timothy Goebel
Timothy Goebel, född 10 september 1980 i Evanston, Illinois, är en amerikansk före detta konståkare.
Goebel blev olympisk bronsmedaljör i konståkning vid vinterspelen 2002 i Salt Lake City.